# 美钩蛾属
美钩蛾属（学名：Callicilix）是鱗翅目钩蛾科的一属，喙发达，触角双栉形，翅缰发达，翅底白色。本属仅有美钩蛾一种，分布于日本，印度和中国。